# Charles de Chabannes
Charles de Chabannes (* um 1518 in La Palice; † 20. Dezember 1552 bei der Belagerung von Metz) war ein französischer Adliger und Militär, sowie kurze Zeit Gouverneur von Lyon.

## Leben
Charles de Chabannes gehörte der Familie Chabannes an und war der einzige Sohn des Marschalls Jacques II. de Chabannes und Marie de Melun d’Epinoy, Dame de Montricourt, d‘Authon, de Montmirail et de La Basoche (Haus Melun). Er war Seigneur de La Palice, de Pacy, de Dompierre, de Montagu, de Chizelles, de Chastel-le-Perron, de Chaveroche, de Vandenesse, de Montmorillon, de Saint-Sorlin etc.
Kaum 4 Jahre alt, am 14. Dezember 1521, wurde Charles de Chabannes durch ein Lettre d’Émancipation für volljährig erklärt. Er wurde als Enfant d'Honneur am Hof des Königs Franz I. erzogen und erhielt 1525 nach dem Tod seines Vaters in der Schlacht bei Pavia von Luise von Savoyen mehrere Herrschaften, darunter die Baronnie de Mercoeur im Limousin, die zuvor im Besitz des Connétables Charles III. de Bourbon-Montpensier gewesen und wegen Treubruch beschlagnahmt worden waren. Zudem wurde er während der Gefangenschaft des Königs und immer noch im Kindesalter als Nachfolger seines Vaters zum Gouverneur von Lyon gemacht; das Amt hatte er bis Dezember 1526 inne, als Teodoro Trivulzio zum neuen Gouverneur ernannt wurde.
Wirklich in Erscheinung trat Charles de Chabannes erstmals 1532 im Gefolge des Admirals Claude d’Annebault auf, als er am 2. April 1532 in Caen zur königlichen Eskorte gehörte – er war höchstens 14 Jahre alt –, die den Dauphin François de France offiziell bei Philippe Chabot empfangen sollte. 1551 war er einer der Gentilshommes de la Chambre du Roi.

## Ehen und Nachkommen
Charles de Chabannes heiratete am 30. Mai 1536 per Ehevertrag Anna de Mendoza († 1541) aus dem Gefolge der Königin Eleonore von Österreich; die Ehe blieb ohne Nachkommen. In zweiter Ehe heiratete er am 17. September 1545 Catherine de La Rochefoucauld, Dame de Combronde et de Jaligny († 1577), Tochter von Antoine de La Rochefoucauld, Seigneur de Barbezieux, Gouverneur von Paris, und Antoinette d’Amboise, Dame de Jaligny, Sagone, Combronde, Meillant etc. (Haus La Rochefoucauld). Ihre Kinder sind:
- Eléonore de Chabannes (1547–1595), Dame de La Palice et de Jaligny; ⚭ (1) 1564 Just III., Sire de Tournon († 1571), Comte de Roussillon, Botschafter in Rom, und Claudine de La Tour; ⚭ (2) 5. Januar 1571 Philibert de La Guiche († 1607), Seigneur de La Guiche et de Saint-Gérand, Großmeister der Artillerie von Frankreich (Haus La Guiche)
- Antoine de Chabannes (1549–1552)[3]
- Marie de Chabannes († 1606 (oder 31. Mai 1592 ?)); ⚭ (1) 26. Februar 1567 Jean II., Baron de Langeac, (* 22. Dezember 1537, † 30. März 1572); ⚭ (2) Louis d’Amboise, Seigneur d’Aubijoux (†  20. Oktober 1614) (Haus Amboise)
- Marguerite de Chabannes; ⚭ 1571 Antoine III. de Masquerel, Seigneur d’Hermanville (Normandie)
- Suzanne de Chabannes (* 14. Juli 1552; † nach 29. Mai 1593 in Paris), Dame de Leuville, Ballainvilliers, Vandenesse et Givry; ⚭ 17. Februar 1568[4] Jean Olivier, Seigneur de Leuville, Baron du Hommet, 1574 Seigneur du Pont de Charenton (* um 1539, † 1597 in Tours), Sohn von François Olivier, Kanzler von Frankreich, und Antoinette de Cérisay

Charles de Chabannes starb am 20. Dezember 1552 bei der Belagerung von Metz an einem Fieber. Er wurde im Châteade La Palice bestattet. Seine Witwe Catherine de La Rochefoucauld heiratete 1559 in zweiter Ehe René du Puy du Fou, Seigneur de Combronde; in dritter Ehe heiratete sie Jacques Rouault, Seigneur de Landreau.